# A (kana)

A w hiraganie

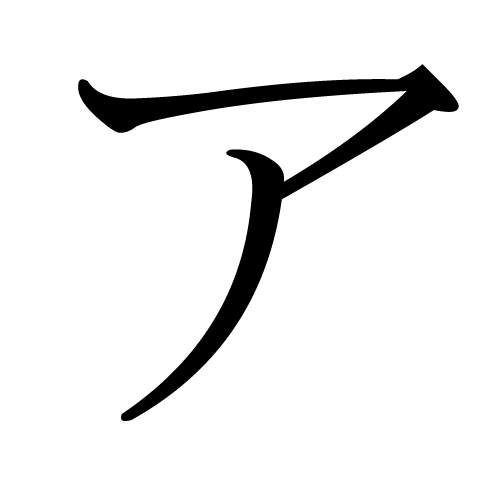
A w katakanie

A – pierwszy znak japońskich sylabariuszy hiragana (あ) i katakana (ア). Reprezentuje on samogłoskę otwartą przednią niezaokrągloną (wymawianą jak polskie a) i jest jednym z pięciu znaków kany reprezentujących samogłoski. Pochodzi od znaków kanji 安 (wersja w hiraganie) i 阿 (wersja w katakanie).
Znak あ w zapisie hiraganą może służyć jako przedłużenie samogłoski w sylabach kończących się na -a. Znak ア jest w katakanie traktowany podobnie, choć zwykle do przedłużeń samogłosek używa się znaku ー. W katakanie występuje również mniejsza wersja tego znaku (ァ), służąca głównie do tworzenia sylab niewystępujących w języku japońskim np. ファ (fa).